# D. J. MacHale
Donald James MacHale, biết đến một cách nổi tiếng với bút danh D. J. MacHale, là người viết truyện, người đạo diễn, và là chủ nhiệm ban điều hành (của câu lạc bộ).. Ông cũng tham gia vô nhiều chương trình như bạn có sợ bóng tối không?, 29 đường bay trong không gian kiểu lông chim vào các mùa khác nhau. MacHale là nhà tác giả của bộ truyện nổi tiếng cho thanh thiếu niên Pendragon.

## Tuổi thơ
MacHale được sinh vào ngày 11 tháng 3, 1956 trong Greenwich,CT. Trong khi còn học ở trường trung học phổ thông Greenwich High School, Machale phải làm nhiều việc và cũng chơi tới hai loại thể thao (bóng bầu dục và chạy).
Trước khi tốt nghiệp, MacHale học ở trường đại học New York University và có bằng BFA của nhà làm phim. Ông chưa bao giờ hứng thú với viết truyện Sau khi Đại học, nhà viết kịch bản phim (Pat Cooper) đã thay đổi cách nhìn của ông và từ đó, ông bắt đầu có hứng thú viết truyện.

## Giải thưởng
MacHale được giải CableACE từ phim Chris Cross và giải Gemini cho Are you Afraid of the Dark?.
Machale thắng giải Cableace cho truyện "The Tale of Cutter's Treasure", và giải Gemini cho bộ phim "The tale of the Dangerous Soup", một Giám đốc Hiệp hội Hoa Kỳ đã chỉ định một Thư ký hiệp hội Hoa Kỳ chuyên phụ trách những nghệ thuật đánh lừa trên một seri chương trình TV có tên là "29 đường bay trong không gian kiểu lông chim" (lúc ném bóng để lừa người cầm gậy gạt bóng (thuật ngữ vay mượn của môn cricket)) và đề nghị lập một đường dây nóng về "sự đánh lừa có tính giáo khoa" (trong môn bóng bầu dục) trong seri phim "Khám phá chàng trai". 

## Tương lai
Những quyển sách sẽ được phát hành dưới sự chấp thuận của Simon & Schuster bao gồm: 
- The Equinox Curiosity Shop thể loại hành động-phương đông cho người trẻ tưổi phát hành vào mùa thu năm 2009.
- The Morpheus Road Trilogy được phát hành vào ngày 20 tháng 4 năm 2010[6] Cuốn đầu tiên với tựa đề là "The Light".[7]. Bộ truyện nói về đứa con trai mười sáu tuổi bị ám bởi ma. Hai cuốn tiếp theo tên là "The Black" và "The Blood".
- The Monster Princess là quyển sách truyện tranh đầu tiên của MacHale nói về con gái quái vật xấu xa sống trong cái hang dưới tòa lâu đài, lâu đài của một nàng công chúa xinh đẹp rất lâu về trước.

## Những tác phẩm đã hoàn tất
- ABC Afterschool Special (chương trình nhiều phần trên TV)
- bạn có sợ bóng tối không? (chường trình nhiều phần trên TV)
- The Tale of Cutter's Treasure (Phim)
- The Tale of the Dangerous Soup (Phim)
- Tower of Terror (Phim)
- 29 đường bay trong không gian kiểu lông chim (chương trình nhiều phần trên TV)
- Seasonal Differences (chương trình nhiều phần trên TV)
- Ghostwriter (chương trình nhiều phần trên TV)
- Encyclopedia Brown, Boy Detective (phim bộ)
- Pendragon: Journal of an Adventure Through Time and Space (bộ truyện)
- East of the Sun, and West of the Moon (liên quan tới Pen)
- Chris Cross (chương trình nhiều phần trên TV)